# Isaías Guardiola
Isaías Guardiola Villaplana (* 1. Oktober 1984 in Petrer) ist ein spanischer Handballtrainer, der bis 2025 als Handballspieler auf der Spielposition im rechten Rückraum eingesetzt wurde.

## Vereinskarriere
Isaías Guardiola spielte von 2003 bis 2005 beim BM Valencia, mit dem er in der Saison 2003/2004 in der Liga Asobal, Spaniens höchster Spielklasse, debütierte. Ab 2005 war er fünf Jahre bei Ciudad de Logroño aktiv. 2010 wechselte er zu BM Ciudad Real (ab 2011 Atlético Madrid), mit dem er 2011 den spanischen Pokal gewann.
Ab 2012 spielte er in Deutschland zusammen mit seinem Zwillingsbruder Gedeón Guardiola in der Bundesliga bei den Rhein-Neckar Löwen, mit denen er 2013 EHF-Europa-Pokalsieger wurde.
Ab dem Sommer 2014 lief er für den dänischen Erstligisten Aalborg Håndbold auf. Im Februar 2015 wurde sein Vertrag aufgelöst.
Zur Saison 2015/16 wechselte er nach Frankreich zum Erstligisten Pays d’Aix UC.
Im Februar 2016 wurde er bis zum Saisonende vom ungarischen Verein MKB-MVM Veszprém KC ausgeliehen. Mit Veszprém gewann er 2016 die ungarische Meisterschaft.
In der Saison 2016/17 stand er erneut in Deutschland beim Verein HC Erlangen unter Vertrag. Anschließend wechselte er zum TBV Lemgo, mit dem er den aufgrund der COVID-19-Pandemie erst im Juni 2021 ausgetragenen DHB-Pokal 2019/20 gewann. Im Februar 2023 wurde bekannt, dass sein auslaufender Vertrag beim TBV Lemgo nicht verlängert wird.
Er wechselte zum Sommer 2023 zu Club Balonmano Nava, der als Aufsteiger in der Spielzeit 2023/2024 der Liga Plenitude antrat. Nach der Saison 2024/2025 beendete er in Nava seine Karriere als Handballspieler.

## Auswahlmannschaften
Guardiola stand am 27. März 2003 erstmals für die spanische Jugendauswahl auf dem Platz. Er wurde insgesamt in sieben Spielen eingesetzt und erzielte darin sieben Tore.
Mit der Juniorenauswahl war er am 9. April 2004 erstmals aktiv, mit ihr nahm er an der U-20-Europameisterschaft 2004 teil. Er wurde in zehn Spielen der Junioren eingesetzt und warf zehn Tore.
In der spanischen Nationalmannschaft wurde er erstmals am 29. Oktober 2008 in einem Länderspiel gegen Zyperns Auswahl eingesetzt. Isaías Guardiola bestritt bis zum 13. März 2011 vier Länderspiele, in denen er elf Tore erzielte.

## Trainer
Er begann im Sommer 2025 als Co-Trainer bei der MT Melsungen.

## Privates
Sein Zwillingsbruder Gedeón Guardiola spielt ebenfalls Handball.